# مانويل فيلاسكو سواريز
مانويل فيلاسكو سواريز (بالإسبانية: Manuel Velasco Suárez)‏ هو جراح وسياسي مكسيكي، ولد في 28 ديسمبر 1914 في المكسيك، وتوفي في 2 ديسمبر 2001 بمدينة مكسيكو في المكسيك. حزبياً، نشط في الحزب الثوري المؤسساتي.